# Encinedo (kommunhuvudort)
Encinedo är en kommunhuvudort i Spanien.   Den ligger i provinsen Provincia de León och regionen Kastilien och Leon, i den nordvästra delen av landet, 300 km nordväst om huvudstaden Madrid. Encinedo ligger 976 meter över havet och antalet invånare är 949.
Terrängen runt Encinedo är huvudsakligen kuperad, men norrut är den bergig. Encinedo ligger nere i en dal. Runt Encinedo är det mycket glesbefolkat, med 4 invånare per kvadratkilometer. Närmaste större samhälle är Galende, 19,3 km söder om Encinedo. 